# Tone mapping

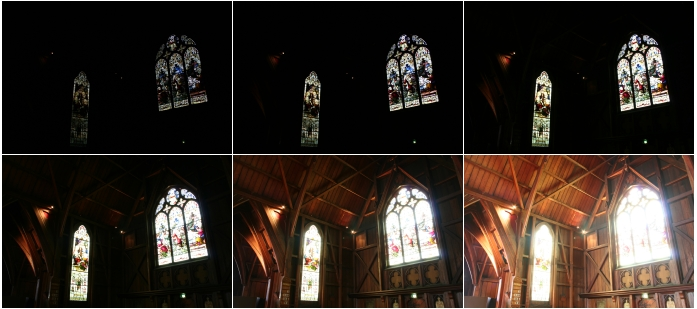
Seria sześciu obrazów wejściowych

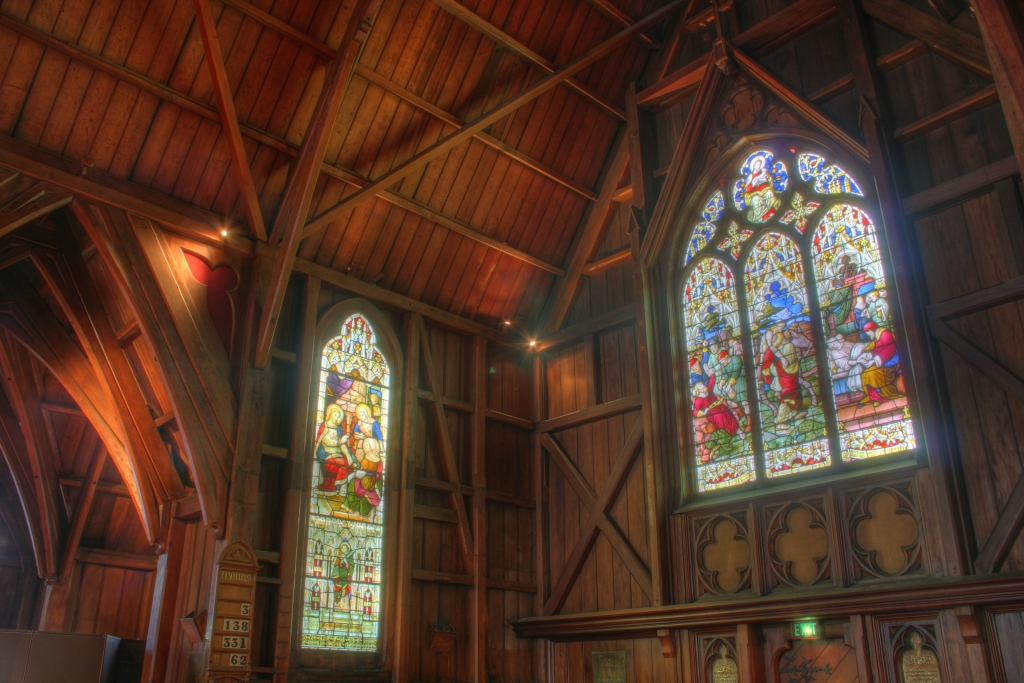
Obraz po tone mappingu

Tone Mapping – metoda komputerowej obróbki obrazów fotograficznych, mająca na celu wydobycie szczegółów w najjaśniejszych i najciemniejszych partiach obrazu. Materiałem wejściowym ten metody są dwa (lub więcej) zdjęcia tego samego obiektu wykonane z różnym naświetleniem. Program komputerowy wybiera optymalne partie obrazów składowych i łączy je w bogaty w szczegóły obraz o żywych kolorach. 
Metoda ta nie ma związku z fotografią trójwymiarową. 